# شیچی-گو-سان

شیچی-گو-سان (به ژاپنی: 七五三؛ به انگلیسی: Shichi-Go-San؛ به معنی: هفت-پنج-سه) یک مراسم سنتی و جشنوارهای یک روزه در ژاپن است که سالانه برای جشن گرفتن رشد و رفاه دختران سه و هفت ساله و پسران سه و پنج ساله، در ۱۵ نوامبر برپا می‌شود.
این روز در ژاپن تعطیل ملی است و به‌طور کلی سعی می‌شود در نزدیکترین آخر هفته برگزار شود.
در این روز دختران سه و هفت ساله و پسران سه و پنج ساله را به منظور دعا کردن برای تندرستی خود به زیارتگاه‌های محلی یا معابد می‌برند.

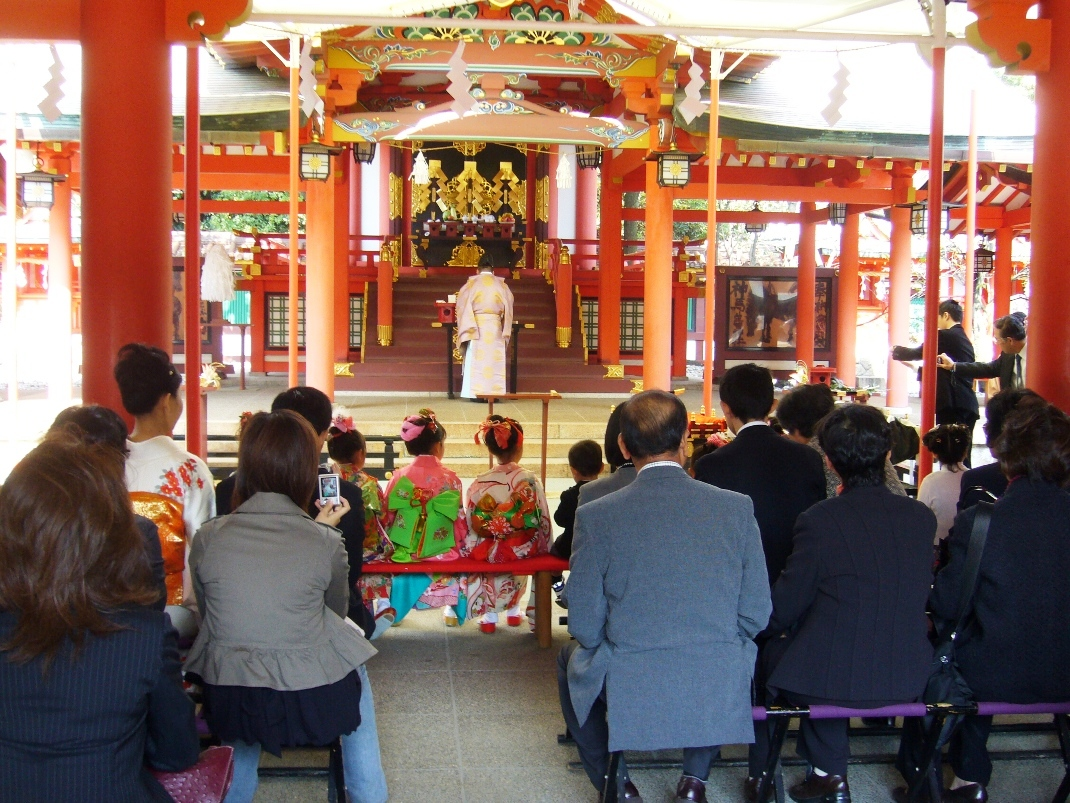
مراسم شیچی-گو-سان در یک معبد